# Gaston Gillis
Gaston Benoît Clément Gillis (Elsene, 26 november 1911 - 15 januari 2012) was een Belgisch volksvertegenwoordiger.

## Levensloop
Gillis werd gemeenteraadslid (1946) en schepen (1952-1958) van Elsene.
Hij werd in 1963 verkozen tot socialistisch volksvertegenwoordiger voor het arrondissement Brussel en vervulde dit mandaat tot in 1965.
Hij nam deel aan de Achttiendaagse Veldtocht. Hij ging in het verzet, werd gearresteerd en opgesloten in de kampen van Breendonk en Sachsenhausen-Oranienburg.